# Sfumato

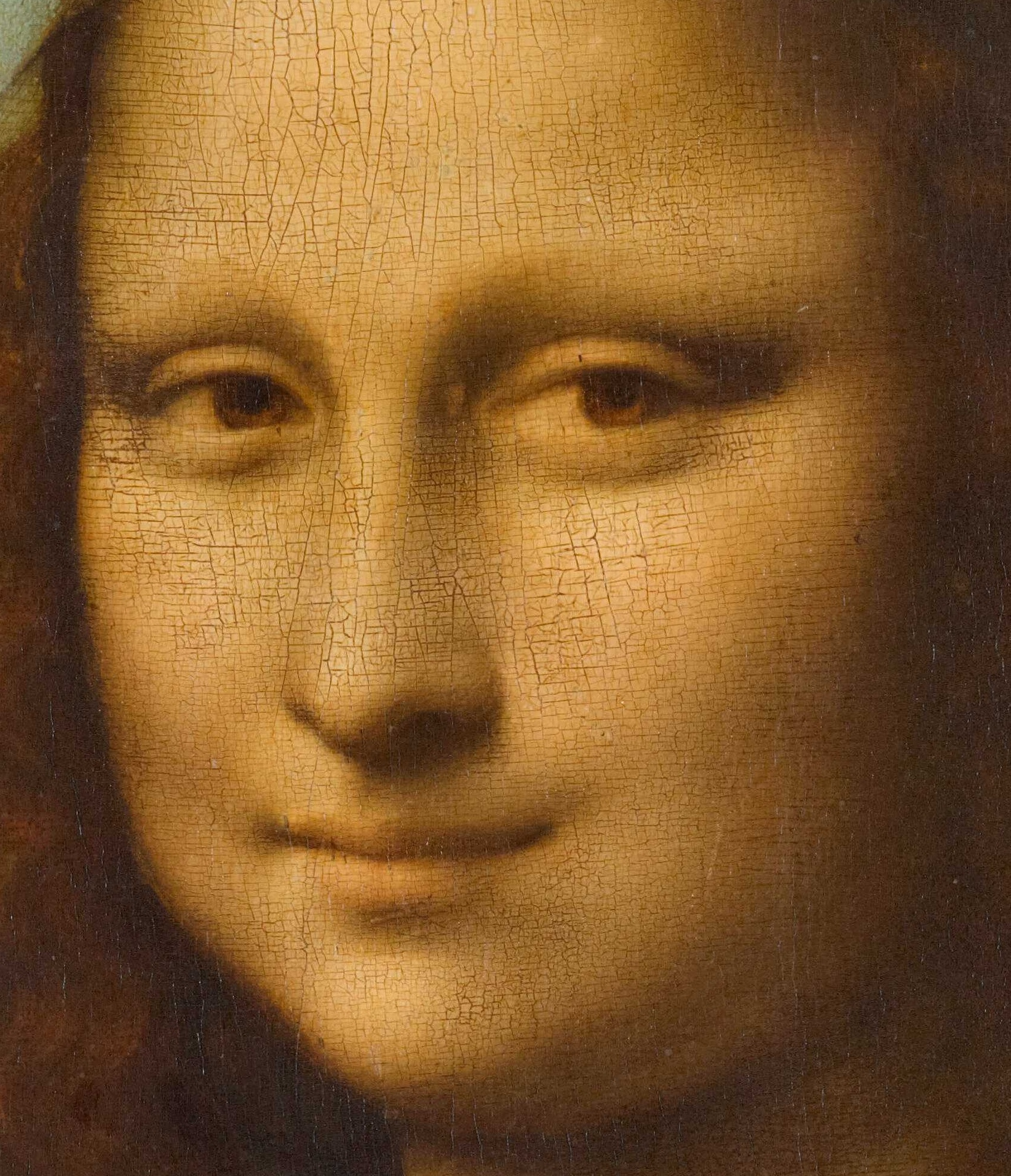
Detalhe da técnica de sfumato no rosto de Mona Lisa: retirar as pinceladas aparentes de uma pintura usando verniz de madeira, que corrói a tinta, deixando um gradiente perfeito no local. É praticamente impossível perceber pinceladas nas obras de Leonardo da Vinci.

O sfumato ou esfumado é uma técnica artística usada para gerar suaves gradientes entre as tonalidades, é comumente aplicado em desenhos ou pinturas. Sfumato vem do italiano sfumare, que significa «esfumar».
Em materiais de fricção como grafite, pastel seco ou carvão, o sfumato pode ser realizado esfregando-se o dedo no suporte pictórico, para que os riscos desapareçam e fique apenas o degradê.
Outro recurso é usar o esfuminho, um tipo de lápis com algodão na ponta, que substitui o dedo a fim de evitar a interferência da oleosidade da pele.

## Técnicas renascentistas
O artista mais proeminente do sfumato foi Leonardo da Vinci, e seu famoso quadro Mona Lisa apresenta essa técnica. Leonardo da Vinci descreveu o sfumato como: "sem linhas ou fronteiras, na forma de fumaça ou para além do plano de foco". Nessa pintura é difícil perceber as pinceladas e as variações de tons na passagem da luz para a sombra.
O sfumato era um dos quatro modos canônicos de pintura do Renascimento, sendo os outros três:
- cangiante (fusão de cores),
- chiaroscuro (claro-escuro) e
- unione (sfumato que mantém as cores vibrantes).[4]

O sfumato não era apenas uma técnica, mas um recurso que não "endurecia" os contornos e consequentemente "amenizava" a expressão humana.
Além de Leonardo, outros profissionais de destaque do sfumato foram: Correggio, Rafael Sanzio e Giorgione. Entre os alunos e seguidores de Leonardo, os que tentaram a sorte no sfumato foram: Bernardino Luini e Funisi.
Leonardo, descontente com a secagem rápida do afresco, experimentou adicionar cera de abelha ao pigmento para facilitar a aplicação do sfumato nos personagens, experiência essa que comprometeu a durabilidade de A última ceia, a qual começou a deteriorar-se com o artista ainda vivo.